# Карбая, Иракли Демурович
Иракли Демурович Карбая (родился 12 ноября 1979 в Грузии, в городе Гагра) — российский продюсер.

## Биография
Окончил Московскую государственную юридическую академию.
- С 1999 года работал в телевизионном проекте «Национальный интерес» с Дмитрием Киселёвым, выходившем на каналах ТНТ, ТВЦ, РТР. Так же работал на многих других проектах на разных каналах.
- С 2005 года работает в киноиндустрии. Первым опытом стала должность заместителя директора в телесериале «Русский перевод»
- С 2008 года — генеральный директор кинокомпании «IKa film»

## Фильмография

### Продюсер
1. 2007 — Код апокалипсиса
2. 2008 — Домовой
3. 2009 — Какраки
4. 2009 — Дом Солнца
5. 2010 — Зимы не будет
6. 2011 — Чужая война
7. 2012 — Не плачь по мне, Аргентина!
8. 2012 — Васильки для Василисы
9. 2012 — Спасти босса
10. 2014 — Две легенды
11. 2016 — Мёртв на 99%
12. 2016 — Остров
13. 2017 — Охота на дьявола
14. 2020 — Мятеж
15. 2022 — Вспышка